# 拉涅
拉涅（法語：Lagnes，法語發音：[laɲ]）是法国普罗旺斯-阿尔卑斯-蓝色海岸大区沃克吕兹省的一个市镇，位于该省南部，属于阿维尼翁区。

## 地理
拉涅（43°53'36"N, 5°6'53"E）面积16.93 平方千米，位于法国普罗旺斯-阿尔卑斯-蓝色海岸大区沃克吕兹省，该省份为法国东南部内陆省份，北起德龙省，西北接阿尔代什省，西接加尔省，南至罗讷河口省，东南角与瓦尔省接壤，东临上普罗旺斯阿尔卑斯省。
与拉涅接壤的市镇（或旧市镇、城区）包括：卡布里耶尔-达维尼翁、索尔格河畔利勒、罗比永、索马讷德沃克吕兹、方丹德沃克吕兹。

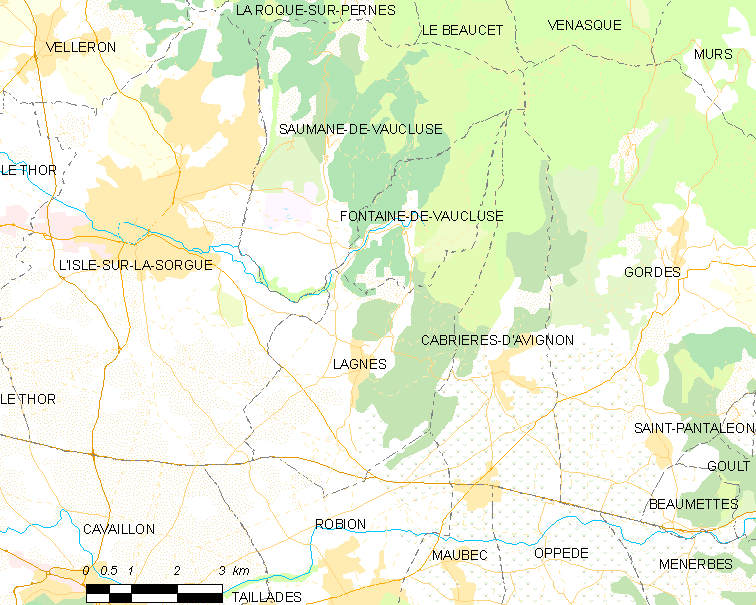
拉涅的OSM定位图

拉涅的时区为UTC+01:00、UTC+02:00（夏令时）。

## 行政
拉涅的邮政编码为84800，INSEE市镇编码为84062。

## 政治
拉涅所属的省级选区为舍瓦勒布朗县。

## 人口

1962-2008年间拉涅人口变化图示

拉涅于2022年1月1日时的人口数量为1707人。